# Tanus
Tanus (okzitanisch Tanuç) ist eine französische Gemeinde mit 541 Einwohnern (Stand: 1. Januar 2022) im Département Tarn in der Region Okzitanien (vor 2016: Midi-Pyrénées). Tanus gehört zum Arrondissement Albi und zum Kanton Carmaux-1 Le Ségala (bis 2015: Kanton Pampelonne).

## Geographie
Tanus liegt etwa 23 Kilometer nordöstlich von Albi am Viaur, der die Gemeinde im Norden begrenzt. Umgeben wird Tanus von den Nachbargemeinden Tauriac-de-Naucelle im Norden, Saint-Just-sur-Viaur im Osten, Tréban im Südosten, Montauriol im Süden, Moularès im Süden und Südwesten sowie Pampelonne im Westen.
Durch die Gemeinde führt die Route nationale 88.

## Bevölkerungsentwicklung
| 1962                      | 1968 | 1975 | 1982 | 1990 | 1999 | 2006 | 2013 |
| ------------------------- | ---- | ---- | ---- | ---- | ---- | ---- | ---- |
| 619                       | 608  | 598  | 531  | 464  | 436  | 547  | 526  |
| Quelle: Cassini und INSEE |      |      |      |      |      |      |      |

## Verkehr
Tanus hat einen Bahnhof an der Bahnstrecke Castelnaudary–Rodez und wird im Regionalverkehr von Zügen des TER Occitanie zwischen dem Bahnhof Toulouse-Matabiau und Rodez bedient.

## Sehenswürdigkeiten
- Kirche Sainte-Martianne
- Kirche Notre-Dame-de-l'Assomption im Ortsteil Las Planques, Monument historique
- Kirche Saint-Salvy im Ortsteil Les Fournials

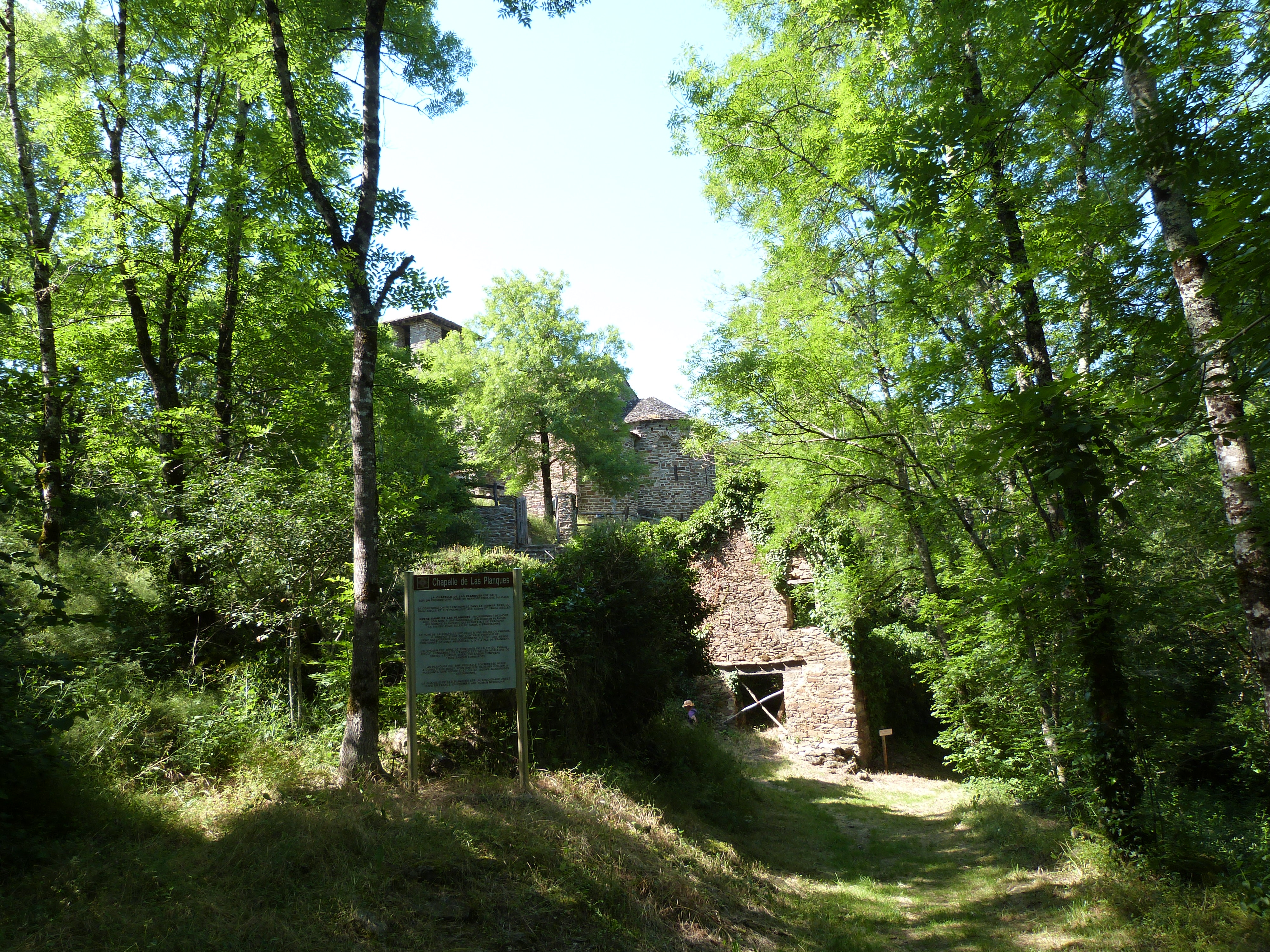
Kirche Notre-Dame in Las Planques